# Los Stompers
|  | No s'ha de confondre amb Strombers. |

Los Stompers és un grup de música irlandesa instal·lat a Barcelona, format l'any 1997.

## Història
Arran de la dissolució dels Stomping Clawhammers, Dara Luskin (baix), Kiko Fergananym (banjo i mandolina) i Alex Crichton formaren Los Stompers el 1997. Van seguir una gira d'Escandinàvia i un disc en directe, Mezzy on Stage (amb violinista Colm Pettit) registrat al desaparegut Jazzmatazz de Barcelona, i editat per Ventilador Music (Segell fundat per components de Los Manolos). El 2001, amb uns canvis de plantilla (surt en Colm Pettit, i entren en Juan Aguiar al violí i en David García a la bateria) es llençà Belmondo Café. Tot i una producció més polida, l'humor i la fusió de gèneres (ska, ragga, pop) hi segueixen ben presents, així mateix les ressenyes (Avui, El País). La gira catalana subsegüent fou acompanyada per més canvis de format, amb el reclutament de David Holmes (violí), Daniel Violant (acordió) i Salva Suau (bateria). En el decurs dels anys següents, el grup va experimentar diversos canvis de personal: en Dave Varriale (qui venia de treballar amb en Paul Fuster) feu el relleu d'en Salva Suau, el 2003, i va marxar (juntament amb en Dani Violant) el 2005, reemplaçat per en Marcos López. El 2008 la banda fou convidada a participar en el prestigiós Skagen Festival de Dinamarca,
compartint cartellera amb lluminàries folk del tall de The Dubliners i Donovan.
| « | "Irlanda, capital Barcelona. Procedents d'Irlanda i colònies,i residents a Barcelona, Los Stompers demostren esbojarradament com sona la música celta a la vora de la mar Mediterrània" | » |

El 2006, s'estrenà l'espectacle de música i dansa celtes An Taisteal, conjuntament amb el grup de claqué irlandès Celtic Caos. De llavors ençà, s'ha presentat a festivals per Catalunya, Andorra i França. Una gira d'Aragó el va portar a pobles com a Alcañiz, Zuera, La Almunia i Fuentes del Ebro entre d'altres.
El 2006, després de nou anys de recorregut, Alex Crichton va decidir de retirar-se com a Stomper. El va substituir Brian O'Mahony, originari de Cork, Irlanda. Animal, Vegetable, Miserable, es va editar al novembre de 2009.

## Discografia
- Mezzy on Stage (Ventilador Music, 1998)
- Pub Friction (Ventilador Music, 1999)
- Belmondo Café (Ventilador Music, 2001)
- Animal, Vegetable, Miserable (Ventilador Music, 2009)